# 9. april
|  | For dokumentarfilmen, se 9. April (dokumentarfilm) og for spillefilmen, se 9. april (film) |
9. april er dag 99 i året i den gregorianske kalender (dag 100 i skudår). Der er 266 dage tilbage af året.
Procopius dag. Der er måske tale om den biskop Prochorus (el. Procopius) fra Nikomedia, der ifølge Apostlenes Gerninger var en af syv mæglere i en strid mellem græske jøder og indfødte hebræere. Procopius led senere martyrdøden.
Dagen er dansk flagdag for besættelsen i 1940. Der flages på halv stang indtil kl. 12.00 eller 12.02. Skikken skyldes højtideligheden på Rådhuspladsen i København i 1945, se herunder. (Ligesom ved begravelser hejses flaget på hel stang når højtideligheden er overstået). Falder dagen sammen med påskedag, flages der dog på hel stang hele dagen.
Der er en film om besættelsen, der hedder 9. april.

### Begivenheder
Født - Dødsfald
- 1363 - Margrete 1. formælet med Håkon 6.
- 1440 - Christoffer af Bayern bliver hyldet som konge af Danmark på Viborg Landsting.
- 1801 - Kronprins Frederik underskriver en aftale om våbenstilstand med englænderne efter Slaget på Reden udfor København.
- 1848 - Slaget ved Bov
- 1865 - I den Amerikanske borgerkrig kapitulerer Sydstaternes general Lee til Nordstaternes general Ulysses S. Grant ved Appomattox i Virginia, og borgerkrigen finder omsider sin ende.
- 1867 - Købet af Alaska: Vedtaget med 1 stemmes flertal, ratificerer det amerikanske senat en traktat, med Rusland, for købet af Alaska.
- 1891 - Den første danske alderdomsforsorg ("Fattigdomsloven") gennemføres. Den sikrede alle over 60 år en "skønsmæssig alderdomsunderstøttelse". Man skulle dog opfylde en række værdighedsbetingelser for at kunne modtage understøttelsen. Allerede dengang var princippet, at understøttelsen skulle være stor nok til, at man kunne klare sig uden anden indtægt - modsat de fleste andre lande.
- 1940 - Kl. 04.20 om morgenen meddeler den tyske gesandt i København, Renthe-Fink, den danske udenrigsminister P. Munch at "tyske tropper netop nu overskrider grænsen". Danmark var blevet besat af Nazi-Tyskland. - Tyskland besætter Norge. Oslo, Bergen, Trondhjem, Kristiansand, Egersund og Narvik blev angrebet, og efter to måneders kamp var hele landet besat.
- 1941 - Danmarks gesandt i Washington, Henrik Kaufmann, underskriver "på kongens vegne" og med tilslutning fra landsfogederne i Grønland, en overenskomst med USA om forsvaret af Grønland. Den gav USA ret til at bygge militære anlæg i den daværende danske koloni.
- 1942 - Organisationen Frit Danmark oprettes på initiativ af blandt andet den konservative John Christmas Møller og kommunisten Aksel Larsen. Hensigten med Frit Danmark var at samle alle modstandere af den tyske besættelsesmagt under én front.
- 1945 - Efter opfordring fra frihedsbevægelsen holdes der to minutters stilhed for faldne modstandsfolk kl. 12.00. På Københavns Rådhusplads skyder Hipo-folk ind i mængden med automatvåben.
- 1946 - Danmarks Lottekorps oprettes. Korpset var et kvindeligt korps til støtte for det danske forsvar.
- 1959 - Specielle Efterretningspatruljer SEP oprettes. Hjemmeværnets specielle efterretningspatruljer oprettes som militær fjernopklaringsenhed under den kolde krig.
- 1979 - Pave Johannes Paul 2. indskærper alle katolske præster at de skal leve i cølibat indtil døden.
- 1984 - Filmen Tid til kærtegn af James L. Brookes får fem priser ved Oscaruddelingen i Hollywood, USA.
- 1989 - 20 bliver dræbt og 200 såret ved voldsomme demonstrationer i Sovjet-republikken Georgiens hovedstad, Tbilisi. Op mod 100.000 demonstrerede for, at Georgien skulle løsrive sig fra Sovjetunionen, da myndighederne satte militæret ind, og det endte i et blodigt drama. Fem dage senere blev Georgiens partichef afsat.
- 1992 - Trods et tab på 40 mandater bevarer den konservative premierminister John Major magten ved parlamentsvalget i Storbritannien.
- 1992 - Verdens hidtil (1997) største påskeæg på 4.760 kg laves på Cadbury Red Tulip chokoladefabrikken i Victoria, Australien. På den lange led målte påskeægget 7,1 meter.
- 2005 - Charles, prins af Wales bliver gift med Camilla Parker Bowles.

### Født
- 1624 - Henrik Ruse, hollandsk-dansk fæstningsingeniør og officer (død 1679).
- 1821 - Charles Baudelaire, fransk digter (død 1867).
- 1835 - Leopold 2., belgisk konge (død 1909).
- 1865 - Erich Ludendorff, tysk general (død 1937).
- 1898 - Paul Robeson, amerikansk bassanger og skuespiller (død 1976).
- 1902 - Viggo Guttorm-Pedersen, dansk maler og tegner (død 1962).
- 1905 - Per Federspiel, dansk modstandsmand, politiker og minister (død 1994).
- 1918 - Jørn Utzon, dansk arkitekt (død 2008).
- 1920 - Art Van Damme, amerikansk jazzmusiker (død 2010).
- 1925 - Heinz Nixdorf, tysk ingeniør (død 1986).
- 1926 - Niels Ersbøll, dansk generalsekretær og ambassadør.
- 1926 - Hugh Hefner, amerikansk bladudgiver (død 2017).
- 1928 - Tom Lehrer, amerikansk matematiker og satirisk sangskriver.
- 1932 - Carl Perkins, amerikansk sanger og guitarist (død 1998).
- 1933 - Jean-Paul Belmondo, fransk skuespiller (død 2021).
- 1939 - Elin Bing, dansk forfatter (død 2012).
- 1943 - Sylvia Vrethammar, svensk sangerinde.
- 1944 - Lars Norén, svensk dramatiker (død 2021).
- 1945 - Steen Gade, dansk folketingsmedlem for Socialistisk Folkeparti.
- 1946 - Lisbet Dahl, dansk skuespillerinde.
- 1946 - Bente Dahl, dansk folketingsmedlem.
- 1948 - Ralf Pittelkow, dansk kolumnist og skribent for Jyllands-Posten.
- 1953 - Pia Kristensen, dansk folketingsmedlem.
- 1954 - Dennis Quaid, amerikansk skuespiller.
- 1957 - Seve Ballesteros, spansk golfspiller.
- 1959 - Erik Veje Rasmussen, dansk håndboldtræner.
- 1966 - Thomas Doll, tysk fodboldspiller og -træner.
- 1970 - Tricia Penrose, britisk skuespillerinde og sangerinde.
- 1975 - Robbie Fowler, engelsk fodboldspiller.
- 1976 - Lars Rasmussen, dansk håndboldspiller.
- 1977 - Rikke Nielsen, dansk håndboldspiller.
- 1986 - Leighton Meester, amerikansk skuespillerinde.
- 1987 - Sara Petersen, dansk atlet.
- 1987 - Jesse McCartney, amerikansk sanger og skuespiller.
- 1990 - Kristen Stewart, amerikansk skuespiller.
- 1998 - Elle Fanning, amerikansk skuespiller
- 1995 - Amalia Holm, svensk skuespiller

### Dødsfald
- 1483 - Edvard 4., engelsk konge (født 1442).
- 1492 - Lorenzo de' Medici, italiensk statsmand (født 1449).
- 1553 - François Rabelais, fransk forfatter (født ca. 1494).
- 1575 - Absalon Pedersson Beyer, norsk forfatter og præst (født ca. 1528).
- 1626 - Francis Bacon, engelsk filosof og statsmand (født 1561).
- 1754 - Christian Wolff, tysk filosof og matematiker (født 1679).
- 1806 - Vilhelm 5., fyrste af Oranie og Nassau samt sidste statholder i republikken Forenede Nederlande (født 1748).
- 1830 - Friedrich Christian Carl Hinrich Münter, dansk kirkehistoriker, arkæolog og biskop over Sjælland (født 1761).
- 1929 - Evald Tang Kristensen, dansk folkemindesamler (født 1843).
- 1945 - Anders Lassen, dansk major i britisk militærtjeneste(født 1920) - faldet i krig.
- 1945 - Wilhelm Canaris, tysk admiral og nazimodstander (født 1883) - henrettet.
- 1945 - Georg Elser, tysk nazimodstander (født 1903) - henrettet.
- 1945 - Dietrich Bonhoeffer, tysk teolog og nazimodstander (født 1906) - henrettet.
- 1959 - Frank Lloyd Wright, amerikansk arkitekt (født 1869).
- 1973 - Sigurd Swane, dansk maler (født 1879).
- 2021 – DMX, amerikansk rapper (født 1970).
- 2021 – Prins Philip, britisk prinsgemal (født 1921).